# Kościół św. Jana Bosko w Mińsku
Kościół św. Jana Bosko (biał. Касцёл Св. Яна Боско) – kościół katolicki w Mińsku znajdujący się w dzielnicy Sierabranka, przy ul. Plechanowa 28/1. Kościół nosi wezwanie św. Jana Bosko, ponieważ parafię św. Jana Chrzciciela w Mińsku prowadzą Salezjanie, zgromadzenie założone przez świętego.

## Historia
W 2003 r. zatwierdzono projekt nowego kościoła. Pozwolenie na budowę uzyskano na wiosnę 2007 r., 15 czerwca rozpoczęto wykopy pod fundamenty. 21 czerwca 2008 r. Sekretarz stanu Stolicy Apostolskiej kardynał Tarcisio Bertone poświęcił kamień węgielny pod budowę kościoła. 8 sierpnia 2015 r. na wieżach kościelnych umieszczono krzyże, które poświęcił abp Tadeusz Kondrusiewicz.